# Nérico
Nérico (Νήρικος), llamada también Nérito (Νήρῐτος), fue una localidad griega mentada en la Odisea, en la que se dice que era una bien construida ciudadela que fue tomada por Laertes y se hallaba en la costa del continente.
Tucídides la ubica en Léucade; dice que es el lugar donde, el año 428 a. C., en la guerra del Peloponeso, desembarcaron las tropas atenienses y acarnanias de Asopio, pero muchos leucadios acudieron en ayuda de la ciudad, y Asopio murió durante la retirada.
Estrabón la sitúa también en la isla de Léucade, de la que dice que antiguamente era una península y que se convirtió en una isla cuando los corintios construyeron un canal, en tiempos de Cípselo y Gorgo, en el siglo VII a. C. Hay algún autor, sin embargo, que opina que el sitio de Fuerte Dimeo, situado en Élide, es el único cuya arqueología lo hace compatible con la ciudad homérica de Nérico.